# Leonardo Pettinari
Leonardo Pettinari   (Pontedera, 19 d'abril de 1973) és un remer italià, ja retirat, que va competir durant les dècades de 1990 i 2000.
El 1996 va prendre part en els Jocs Olímpics d'Estiu d'Atlanta, on fou vuitè en la competició del quatre sense timoner lleuger del programa de rem. Quatre anys més tard, als Jocs de Sydney, va guanyar la medalla de plata en la competició del doble scull lleuger. El 2004, a Atenes, disputà els seus tercers, i darrers Jocs Olímpics, on fou dotzè, novament, en la prova del doble scull lleuger.
En el seu palmarès també destaquen deu medalles al Campionat del món de rem, set d'or, dues de plata i una de bronze, entre les edicions de 1993 i 2004, i dues medalles als Jocs del Mediterrani, una d'or i una de bronze, entre les edicions de 1997 i 2005.
El 2000 va rebre l'Orde al Mèrit de la República Italiana.